# Stegana brasiliensis
Stegana brasiliensis är en tvåvingeart som först beskrevs av Oswald Duda 1927.  Stegana brasiliensis ingår i släktet Stegana och familjen daggflugor. Inga underarter finns listade i Catalogue of Life.